# Iwan Matwejewitsch Budischtschew
Iwan Matwejewitsch Budischtschew (russisch Иван Матвеевич Будищев; * vor 1780; † um 1827) war ein russischer Marine-Offizier, Hydrograph und Kartograf.

## Leben
Budischtschew trat 1787 in das Kadettenkorps der Fremdgläubigen ein. 1791 wurde er zum Sergeant der Flotte ernannt und in die Baltische Flotte eingegliedert.
1793 trat Butdischtschew mit Beförderung zum Mitschman in den Dienst der Schwarzmeerflotte. Er nahm 1797–1799 an der hydrographischen Vermessung des Kuban-Mündungsgebiets und der nördlichen Schwarzmeerküste teil, worauf er zum Leutnant der Flotte befördert wurde.
Budischtschew wurde 1801 Kommandant des Linienschiffs Konstantin. Er führte die hydrographischen Untersuchungen fort und schloss die Kartierung der westlichen Schwarzmeerküste von Odessa bis zum Bosporus 1802 ab.
In den folgenden Jahren kommandierte Budischtschew die Yacht Twjordaja und das Segel-Ruder-Handelsschiff türkischer Bauart Jakow. In seine weiteren Untersuchungen schloss er auch die Hydrographie des Südlichen Bugs ein und dokumentierte insbesondere die Stromschnellen. 1809 wurde er Inspekteur für Druck- und Karten-Angelegenheiten der Schwarzmeerflotte in Nikolajew. Seine hydrographischen Arbeiten führte er bis zu seinem Tode zwischen 1826 und 1828 fort.
Mit einer ersten Seekarte des Schwarzen Meers trug Budischtschew wesentlich zur Hydrographie des Schwarzen Meers teil. Seine Hauptwerke sind der 1807 erschienene Atlas des Schwarzen Meers und das Seehandbuch oder Seereiseführer des Asowschen und Schwarzen Meers.